# Droga krajowa 58
Die Droga krajowa 58 (kurz DK58, pol. für ,Nationalstraße 58‘ bzw. ,Landesstraße 58‘) ist eine Landesstraße in Polen. Sie führt in östlicher Richtung südlich parallel zur Landesstraße 16 von Olsztynek über Jedwabno, Szczytno, Pisz und Biała Piska bis Szczuczyn. Die Gesamtlänge beträgt 161 km.

## Geschichte
Nach der Neuordnung des Straßennetzes 1985 wurde dem heutigen Straßenverlauf neue Landesstraßen zugeordnet. Der Abschnitt von Olsztynek bis Zgniłocha wurde als Landesstraße 603 bezeichnet. Der Abschnitt von Zgniłocha bis Jedwabno war ein Teil der Landesstraße 598, der Abschnitt von Jedwabno bis Szczytno ein Teil der Landesstraße 545, der Abschnitt von Szczytno bis Babięta ein Teil der Landesstraße 601. Die Strecke zwischen Babięta und Ruciane-Nida wurde zur Landesstraße 611. Das Teilstück von Pisz bis Szczuczyn wurde zum Teil der Landesstraße 610 zugeordnet. Bereits 1998 wurde die Landesstraße 610 bis Ruciane-Nida geändert und die Landesstraße 545 auf die Strecke von Jedwabno bis Szczytno verkürzt.
Mit der Reform der Nummerierung vom 9. Mai 2001 wurden alle Abschnitte zur neuen Landesstraße 58 zusammengesetzt.

## Ortschaften entlang der Strecke
- Olsztynek (Hohenstein i. Ostpr.)
- Mierki (Mörken)
- Kołatek (Schlagamühle)
- Swaderki (Schwedrich)
- Selwa (Sellwa/Sellwen)
- Kurecki Młyn (Kurkenmühle)
- Kurki (Kurken)
- Dąb (Dembenofen)
- Zgniłocha (Gimmendorf)
- Jedwabno (Gedwangen)
- Narty (Narthen)
- Warchały (Warchallen)
- Dzierzki (Dziersken/Althöfen)
- Sawica (Sawitzmühle/Heidmühle)
- Janowo (Johannisthal)
- Szczytno (Ortelsburg)
- Stare Kiejkuty (Alt Keykuth)
- Marksewo (Marxöwen/Markshöfen)
- Babięta (Babienten/Babenten)
- Nowe Kiełbonki (Neu Kelbonken/Neukelbunken)
- Stare Kiełbonki (Alt Kelbonken/Altkelbunken)
- Zgon (Sgonn/Hirschen)
- Ruciane-Nida (Rudczanny/Niedersee-Nieden)
- Szeroki Bór Piski
- Snopki (Snopken/Wartendorf)
- Pisz (Johannisburg)
- Babrosty (Babrosten)
- Kocioł Duży
- Kaliszki (Kallischken/Flockau)
- Biała Piska (Bialla/Gehlenburg)
- Kożuchy Małe
- Kożuchy (Kosuchen/Kölmerfelde)
- Rolki (Rollken)
- Świdry (Schwiddern)
- Czarnówek
- Chojnowo
- Szczuczyn